# Brachypremna thyestes
Brachypremna thyestes is een tweevleugelige uit de familie langpootmuggen (Tipulidae). De soort komt voor in het Neotropisch gebied.